# Marianne McAndrew
Pour les articles homonymes, voir McAndrew.
Marianne McAndrew, née le 26 novembre 1942 à Cleveland, Ohio, est une actrice américaine.

## Biographie
Marianne McAndrew commence sa carrière au cinéma en 1969 dans le film Hello, Dolly!, pour lequel elle est nommée par deux fois aux Golden Globes. Elle se marie avec l'acteur Stewart Moss en 1970, et tourne de nombreux téléfilms pour la télévision.

## Filmographie

### Cinéma
- 1969 : Hello, Dolly! : Irene Molloy
- 1971 : Chandler
- 1971 : The Seven Minutes
- 1974 : The Bat People

### Télévision
- 1969-1970 : Hawaï police d'État (Saison 2)
- 1971-1975 : Cannon
- 1972 : Sur la piste du crime
- 1974 : Mr. and Mrs. Cop
- 1974 : Les Rues de San Francisco
- 1977 : Quincy
- 1979 : Barnaby Jones
- 1979 : Detective School
- 1979 : She's Dressed to Kill
- 1982 : Drop-Out Father
- 2000 : Growing Up Brady

## Distinctions
- Nommée dans la catégorie meilleure révélation de l'année lors des Golden Globes
- Nommée dans la catégorie meilleur second rôle féminin pour Hello, Dolly! lors de la 27e cérémonie des Golden Globes